# Ветровые волны

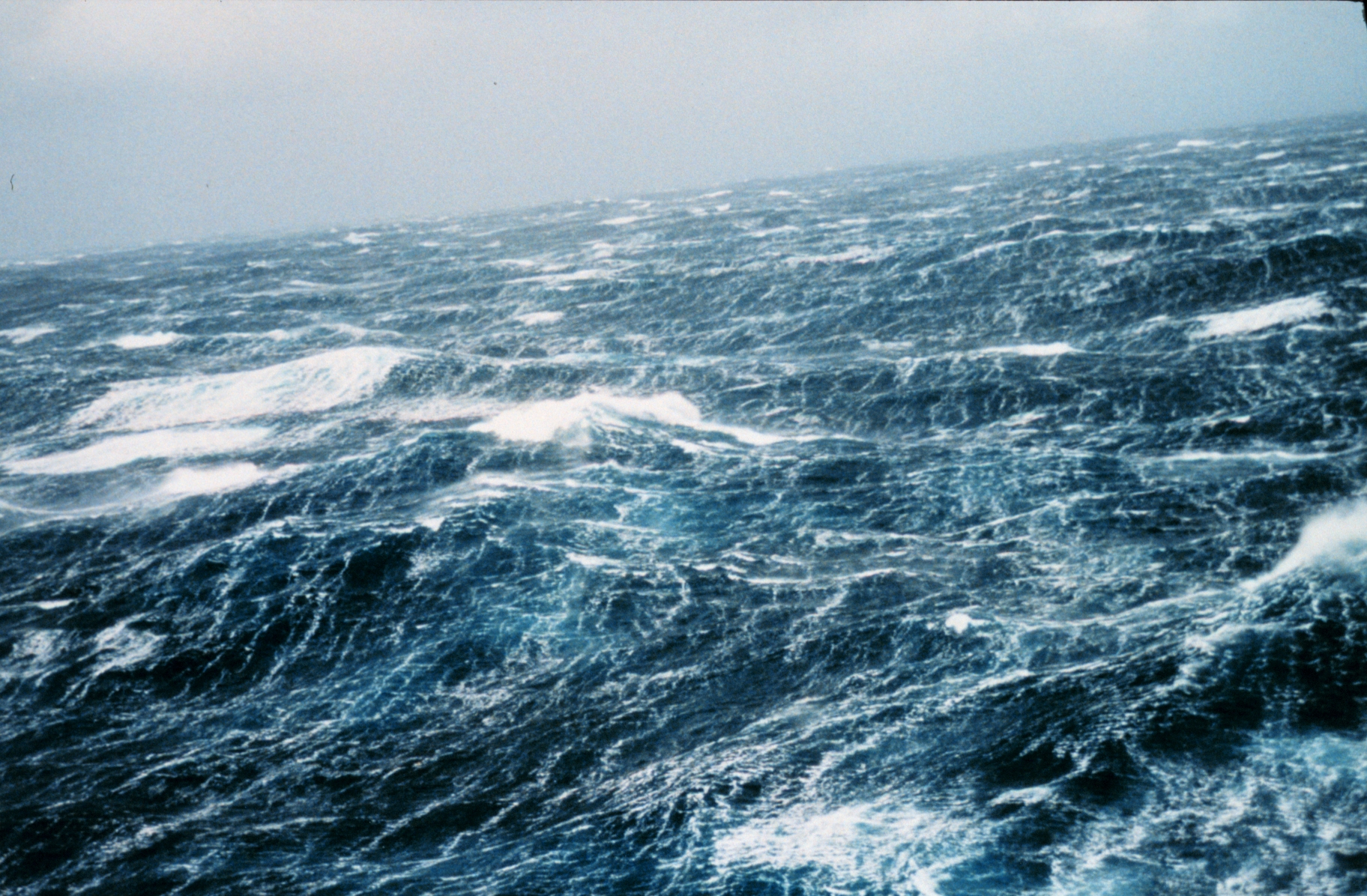
Штормовые волны в Северной части Тихого Океана

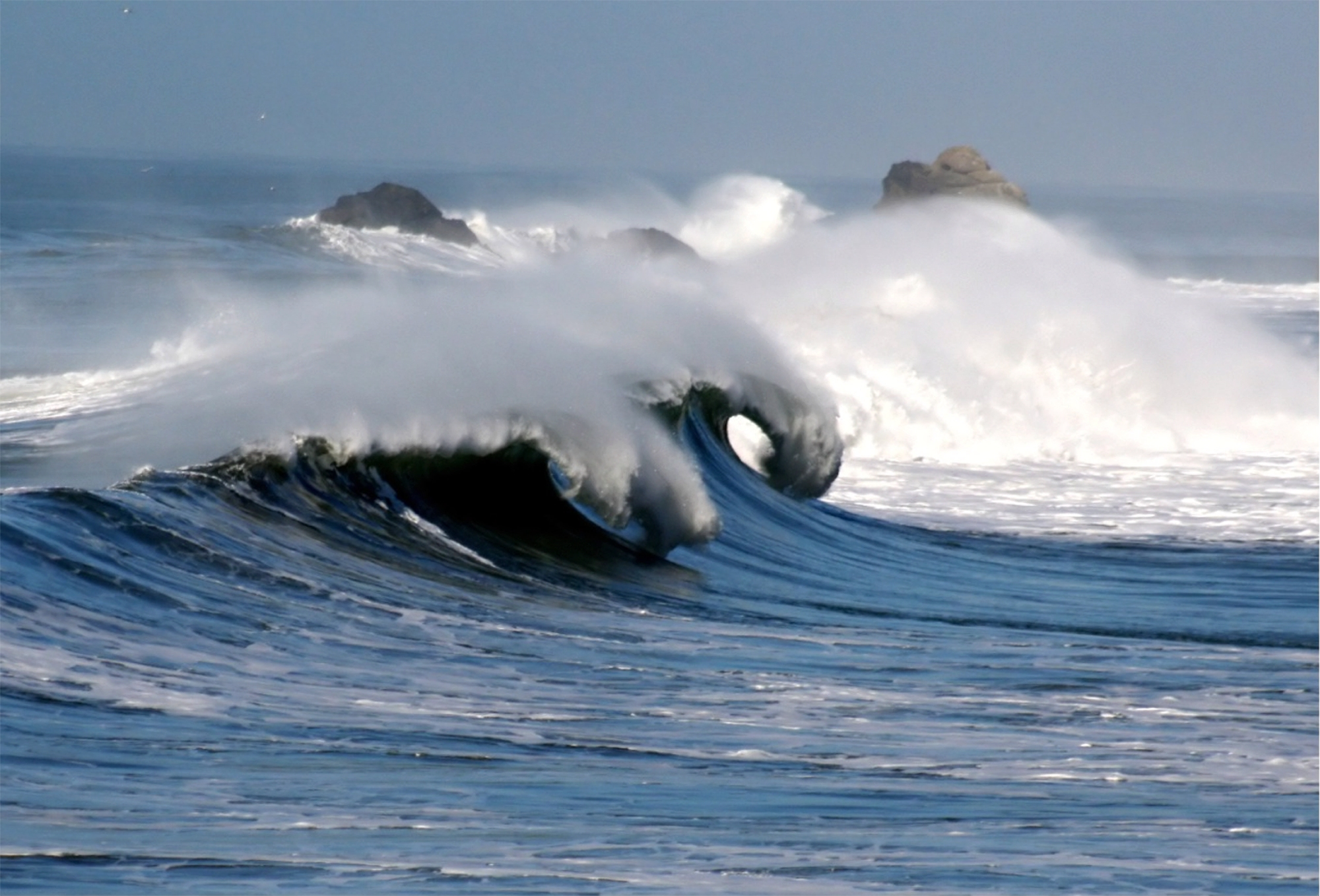
Океанские волны

Ветровые волны создаются вследствие воздействия ветра (передвижение воздушных масс) на поверхность воды, то есть нагнетания. Причина колебательных движений волн становится легко понятна, если заметить воздействие того же ветра на поверхность пшеничного поля. Хорошо заметна непостоянность ветровых потоков, которые и создают волны.
В силу того что вода является веществом более плотным, чем воздух (примерно в 800 раз) — реакция воды на воздействие ветра несколько «запаздывает», и рябь переходит в волны лишь через некоторое расстояние и время при условии постоянного воздействия ветра. Если учесть такие параметры, как постоянство потока ветра, его направление, скорость, площадь воздействия, а также предыдущее состояние колебания поверхности водной глади, то мы получаем направление волны, высоту волны, частоту волны, наложение нескольких колебаний-направлений на один и тот же участок поверхности воды. Следует отметить, что направление волны не всегда совпадает с направлением ветра. Это особо заметно при изменении направления ветра, смешивании разных воздушных потоков, изменении условий среды воздействия (открытое море, гавань, суша, залив или любое другое достаточно большое тело, способное внести изменение в тенденцию воздействия и образования волн); это означает, что иногда ветер гасит волны. В глубоком море размеры волн и характер волнения определяются скоростью ветра, продолжительностью его действия, структурой ветрового поля и конфигурацией береговой черты, а также расстоянием от подветренного берега в направлении ветра до точки наблюдения.
Согласно В. П. Зенковичу, ветер в 4 балла создаёт волны высотой в среднем 2,1 метра, а в 10 баллов — 10,2 метра.

## Вертикальное движение волн

Движение частиц в ветровой волне.
A = на большой глубине
B = на мелководье
1 = направлении распространения.
2 = гребень волны
3 = подошва волны

В отличие от постоянных потоков в реках, что идут в практически одном и том же направлении, энергия волн содержится в их вертикальном колебании и частично горизонтальном при малой глубине. Высота волны, а точнее, её распределение, расценивается как 2/3 над среднестатистической поверхностью воды и всего лишь на 1/3 в глубь. Примерно такое же соотношение отмечается и в скорости движения волны вверх и вниз. Вероятно, эта разница вызвана разной природой сил воздействия на движение волны: при подъёме водной массы действует в основном давление (волну буквально выдавливает из моря повышенное давление воды на данном участке и сравнительно низкое сопротивление-давление воздуха). При движении волны вниз в основном действуют сила гравитации, вязкость жидкости, давление ветра на поверхность. Противодействуют этому процессу: инерция предыдущего движения воды, внутреннее давление моря (вода медленно уступает место опускающейся волне — перемещая давление в близлежащие районы воды), плотность воды, вероятные восходящие потоки воздуха (пузыри), возникающие при опрокидывании гребня волны, и т. д.

## Волны как возобновляемый источник энергии

Морская волна и движение частиц в воде, когда длина волны намного больше глубины. Формирование ребристого песчаного дна.

Особенно важно отметить тот факт, что ветровые волны являются сконцентрированной энергией ветра. Волны передаются на большие расстояния и сохраняют в себе потенциал энергии на долгое время. Так, часто можно наблюдать волнение моря после бури или шторма, когда ветер давно стих, или волнение моря при штиле. Это даёт волнам большое преимущество как возобновляемому источнику энергии в ввиду его сравнительного постоянства и возможности прогнозирования, поскольку волны возникают практически с небольшой задержкой после возникновения ветра и продолжают существовать долго после него, перемещаясь на далёкие расстояния, что делает получение электроэнергии от волн более рентабельным по сравнению с ветрогенераторами. Сюда следует добавить постоянство морского волнения вне зависимости от времени суток или облачности, что делает волновые генераторы более рентабельными по сравнению с солнечными батареями, так как солнечные батареи вырабатывают электричество только днём и желательно при ясной летней погоде — зимой же процент производительности ниспадает до 5 % от предполагаемой мощности батареи.
Колебания водной поверхности являются результатом воздействия солнечной активности. Солнце нагревает поверхность планеты (причём неравномерно — суша нагревается быстрее, чем море), повышение температуры поверхности приводит к повышению температуры воздуха — а это, в свою очередь, приводит к расширению воздуха, что означает понижение давления. Разность давления воздуха в различных областях атмосферы вместе с силой Кориолиса являются основными факторами формирования ветра. А ветер нагнетает волны. Надо отметить, что этот феномен также хорошо действует и в обратном направлении, когда поверхность планеты неравномерно остывает.
Если учесть возможность повышения концентрации энергии на квадратный метр поверхности путём уменьшения глубины дна и (или) создания волновых «загонов» — вертикальных барьеров, то получение электричества от волновых колебаний водной поверхности становится очень выгодным предложением. Подсчитано, что при использовании лишь 2-5 % энергии волн мирового океана человечество в силах перекрыть все свои нынешние потребности в электроэнергии на глобальном уровне в 5 раз.
Сложность воплощения волновых генераторов в реальность заключается в самой водной среде и её непостоянстве. Известны случаи высоты волн в 30 и более метров. Сильны волнения или высокая энергоконцентрация волн в районах ближе к полюсам (в среднем 60-70 кВт/м²). Этот факт ставит перед изобретателями, работающими в северных широтах, задачу обеспечить должную надежность устройства, а не уровень КПД. И наоборот — в Средиземном море и Чёрном море, где энергоёмкость волн составляет в среднем около 10 кВч/м², конструкторы, кроме живучести установки в неблагоприятных условиях, вынуждены искать способы повышения эффективности установки (КПД), что неизменно приведёт последних к созданию более рентабельных установок. Примером может послужить Австралийский проект Oceanlinx.
В Российской Федерации эта ниша производства электроэнергии пока не заполнена, несмотря на практически неограниченные водные просторы разной энергоёмкости, начиная с Байкала, Каспийского, Чёрного морей и кончая Тихим Океаном и другими северными водными просторами (на период незамерзания), но Российские компании уже работают над собственными волновыми генераторами способными извлекать электрическую энергию из волн. Примером может послужить OceanRusEnergy из г. Екатеринбурга.
Кроме того, в местах преобразования волн в электроэнергию морская жизнь становится более богатой ввиду того, что дно не подвергается деструктивным воздействиям во время шторма.